# Abi Youcef
Pour les articles homonymes, voir Abi et Youcef.
Abi Youcef (en kabyle : At Bu Yusef, en tifinagh: ⴰⵜ ⴱⵓ ⵢⵓⵙⴻⴼ):(ar) أبى يوسف) est une commune de la wilaya de Tizi-Ouzou, dans la région de Grande Kabylie, en Algérie.
Le nom de la commune est celui d'une tribu de Grande Kabylie. 
La commune est constituée de 10 villages qui sont 
1- Tizi Oumalou
2- Ichelibane 
3- Ouerja 
4- Ait Khelifa 
5- Tachekirt 
6- Ait abdellah 
7- Tazrout 
8- Tabouhsant 
9- Takhelidjt 
10- Tifardoud

## Géographie

### Localisation

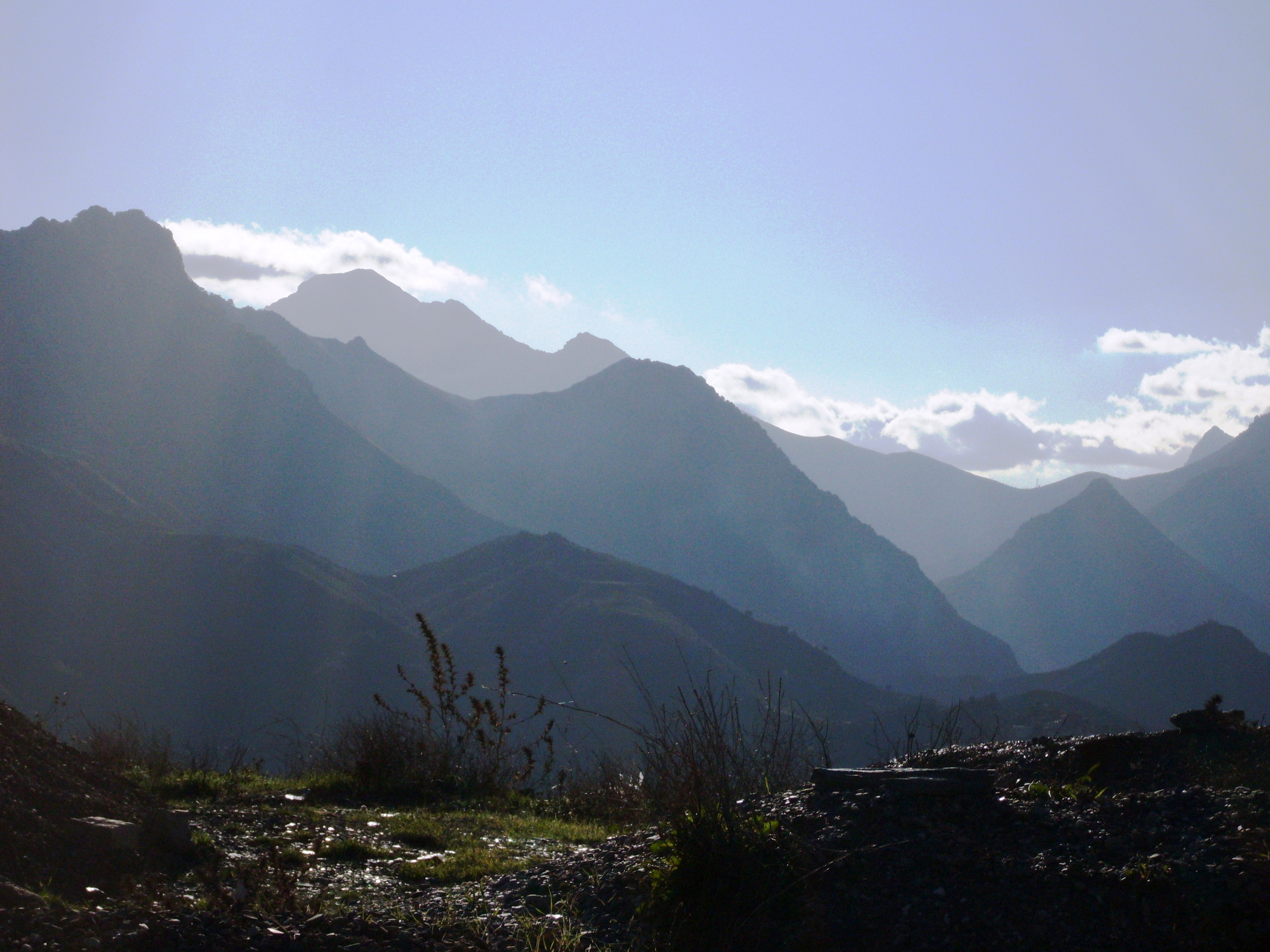
Panorama des montagnes du Djurdjura depuis Tizi Ldjamaa

Abi Youcef est situé tout à fait au sud de la wilaya de Tizi Ouzou, à 5 km au sud d'Ain El Hammam et à 20 km au nord-est d'Akbou (wilaya de Bejaia).
| Ain El Hammam | Aït Yahia  | Aït Yahia   |
| Akbil         | Abi Youcef | Iferhounene |
| Akbil         | Akbil      | Iferhounene |

### Villages de la commune
La commune d'Abi Youcef est composée de 11 villages :Aït Adella (At Ɛdella), Aït Khlifa (At Xlifa), Icheliven (Icelliben), Ouerdja (Werja), Tabouhcent (Tabuhsent), Takhelidjt (Taxliǧt), Tazerouts (Taẓṛutt), Tiferdoud (Tifeṛḍud) et Tizi Oumalou (Tizi Umalu).

### Transports
Abi Youcef est desservie par la route nationale RN15 qui relie Aïn El Hammam à M'Chedallah (wilaya de Bouira) et traverse les villages de Tiferdoud, Tazrouts et Ouerdja.

### Relief et hydrographie
La commune se trouve sur le versant nord du Djurdjura, à environ 10 km du mont Azrou n T'hour qui s'élève à près de 1900 mètres (dans la commune d'Illilten).

## Toponymie
Son nom kabyle signifie « les descendants de Youcef ».

## Économie
Le village de Werdja cultive des arbres fruitiers (figuiers, cerisiers, poiriers, noyers, vigne) et toutes sortes de légumes malgré la rudesse du climat en hiver.

## Personnalités
- Kamel Amzal, militant de la cause berbère, assassiné par des islamistes ;
- Sidi Ahmed Ou Meziane (Ougmezyen) El Wardjioui, marabout vénéré dans la région, et saint patron du village de Werdja ;
- Lalla Fatma N'Soumer (Fadhma Si Ahmed Ou Méziane, 1830-1863), cheffe de la résistance kabyle dans les années 1850, est née dans le village de Werdja.